# Shutterstock
Shutterstock ist ein amerikanischer Stock-Anbieter mit Sitz in New York City. Das Unternehmen wurde 2003 vom Programmierer und Fotografen Jon Oringer gegründet. 2019 besaß Shutterstock eine Bibliothek mit rund 200 Millionen Stock-Fotos, Vektorgrafiken und Illustrationen. Seit 2012 wird Shutterstock an der New York Stock Exchange öffentlich gehandelt.
Seit der Gründung hat Shutterstock eine Handvoll anderer Unternehmen erworben (u. a. Bigstock 2009, Webdam 2014, Rex Features und PremiumBeat 2015, Flashstock). Shutterstock kooperiert mit Associated Press.
Im März 2016 hatte Shutterstock über 100.000 Fotografen, die Bilder auf die Website luden, und 1,4 Millionen registrierte Nutzer in 150 Ländern.

## Geschichte

### Gründungs- und Anfangsjahre (2003–2011)
Shutterstock wurde 2003 vom amerikanischen Unternehmer und Programmierer Jon Oringer gegründet. Oringer schuf seinen eigenen Online-Marktplatz. Oringer lud zunächst 30.000 eigene Fotos hoch und stellte sie im Abonnement für 49 US-Dollar im Monat zur Verfügung. Mit dem Abonnement erhielt man unbegrenzte Downloads. Als die Nachfrage sein Fotoangebot überschritt, begann Oringer zusätzliche Mitwirkende einzustellen. Auf Shutterstock werden seit 2006, mit der Einführung von Shutterstock Footage, auch Videos hochgeladen. 2007 hatte das Unternehmen 1,8 Millionen Fotos. Shutterstock expandierte im August 2008 über das Abonnementsmodel hinaus zu À-la-carte-Preisen.
Am 23. September 2009 gab Shutterstock bekannt, dass es Bigstock, eine konkurrierende Fotoagentur, gekauft hat. Jon Oringer, CEO von Shutterstock, erklärte, dass die Ergänzung „Shutterstock in die Lage versetzt, die vielfältigen Zahlungspräferenzen von Kunden weltweit besser zu erfüllen“. Shutterstock hatte bis Anfang 2010 11 Millionen Bilder in seiner Bibliothek. Im Februar 2011 kündigte Shutterstock eine zweijährige Partnerschaft mit dem American Institute of Graphic Arts (AIGA) an, um seinen Mitgliedern kreative Inspiration zu bieten. Seit November 2011 gibt es eine kostenlose Shutterstock-App für das iPad.

### Zeit des Börsenganges (2012–2013)
Shutterstock Images LLC kündigte im Mai 2012 das Programmierwerkzeug (Tool) Shutterstock Instant an. Shutterstock Instant wurde unter der Schirmherrschaft der neu gegründeten Shutterstock Labs eingeführt. Ebenfalls im Mai 2012 ging Shutterstock an die New Yorker Börse. Am 17. Oktober 2012 wurde Shutterstock an der Börse gelistet. Im November 2012 schuf Shutterstock eine Mobile App für das Betriebssystem iOS, die unter anderem für iPhone und iPad bestimmt ist.
Shutterstock, Inc. kündigte im März 2013 Spectrum an, ein sogenanntes „Image Discovery Tool“. Damals hatte Shutterstock 24 Millionen lizenzierbare Fotos, Vektorgrafiken und Illustrationen. Im August 2013 gaben Shutterstock und Facebook eine Partnerschaft zur Integration der Shutterstock-Bibliothek in Werbung an. Damit konnten Werbende auf Facebook Bilder aus Shutterstock auswählen. Damals war Shutterstock in 20 Sprachen verfügbar.

### Neue Partnerschaften (2013–2014)
Im September 2013 startete Shutterstock Offset, einen Marktplatz, der sich auf hochwertige Fotos von etablierten Künstlern konzentrierte. Wenige Monate später startete Shutterstock seine erste Android-App. Im Oktober 2013 eröffnete Shutterstock Büros in Berlin. Shutterstock-Aktien hatten bis zum Herbst 2013 einen Marktwert von 2,5 Milliarden US-Dollar erreicht, während der Umsatz für 2013 235 Millionen Dollar betrug.
Im März 2014 erwarb Shutterstock Webdam, einen Anbieter von Online-Asset-Management-Software. Ebenfalls im März 2014 verlagerte Shutterstock seinen Hauptsitz in das Empire State Building. Im Mai 2014 gingen Shutterstock und Salesforce eine Partnerschaft ein, um die Bilddatenbank von Shutterstock in das Social Studio von Salesforce zu integrieren. Am 2. September 2014 teilte Shutterstock mit, über 2 Millionen hochgeladene Videoclips zu haben. Kurz darauf brachte Shutterstock eine App heraus, die Nutzern der Plattform beim Hochladen und Kategorisieren von Fotos helfen sollte. Der Umsatz von Shutterstock betrug 2014 328 Millionen Dollar, eine Steigerung von 39 % gegenüber 2013. 2014 zahlte Shutterstock über 83 Millionen Dollar an seine rund 80.000 aktiven Nutzer, Fotografen und Künstler aus.

### Entwicklungen seit 2015
Im Januar 2015 erwarb Shutterstock sowohl Rex Features, eine Foto-Presseagentur, als auch PremiumBeat, einen Stock-Music- und Sound-Effekt-Service. Die Penske Media Corporation (PMC) schloss im Juni 2015 eine Partnerschaft mit Shutterstock, um Unterhaltungs- und Modebilder zu erstellen und zu lizenzieren. Gemäß den Bedingungen des Geschäfts hätte Shutterstock bis 2016 ein exklusives Recht und eine Lizenz für das Archiv von PMC, das Zeitschriften wie Variety, Women's Wear Daily und Deadline umfasste. Das Unternehmen erwarb auch BEImages, eine Foto-Presseagentur.
Im März 2016 hatte Shutterstock über 100.000 aktive Kunden, die Bilder auf die Website luden. Shutterstock hatte 1,4 Millionen Nutzer in 150 Ländern. Im selben Monat kündigte Shutterstock an, Material von Associated Press in den Vereinigten Staaten zu vertreiben.
Shutterstock führte im März 2016 die Reverse-Suche ein, bei der mithilfe von automatischen Bildanalysen ähnliche Bilder gefunden werden können.
Im Juli 2016 gab Shutterstock eine Partnerschaft mit Google bekannt. Die Partnerschaft soll die Integration der Bilder in Dienste wie Google AdSense, Google Ads und AdMob fördern.
Im Oktober 2016 kündigte Shutterstock einen Vertrag mit der European Pressphoto Agency an.
Im Februar 2018 investierte Shutterstock 15 Millionen US-Dollar in das chinesische Unternehmen ZCool. Die Investition geht auf gute Geschäfte zurück, die Shutterstock und ZCool seit 2014 hatten – ZCool hatte damals den exklusiven Vertrieb von Shutterstock-Inhalten in China. Webdam, das Shutterstock im Jahr 2014 erworben hatte, wurde für 49,1 Millionen US-Dollar an das Amsterdamer Unternehmen Bynder verkauft – Shutterstock zog sich aus dem Asset Management zurück.
Im Mai 2018 gab IBM Watson Content Hub offiziell eine Partnerschaft mit Shutterstock bekannt. Watson Content Hub war ein Content-Management-System (CMS) und wird von der Acoustic-Hilfeplattform weitergeführt.

Im Mai 2022 erwarb das Unternehmen Pond5, einen Online-Marktplatz für lizenzfreie und redaktionelle Videos, der zu diesem Zeitpunkt über 30 Millionen Videoclips, 1,6 Millionen Musiktitel und 1,7 Millionen Soundeffekte umfasste, für 210 Millionen US-Dollar. Ebenfalls im Mai 2022 übernahm das Unternehmen Splash News, ein Unterhaltungsnachrichtennetzwerk für Redaktionen und Medienunternehmen.
Shutterstock kündigte an, Giphy im Mai 2023 für 53 Millionen US-Dollar von Meta Platforms zu kaufen, nachdem Meta von der britischen Wettbewerbs- und Marktaufsichtsbehörde aufgefordert worden war, das Unternehmen zu veräußern.
Im Juli 2023 gab Shutterstock eine sechsjährige Partnerschaft mit OpenAI bekannt, in deren Rahmen Shutterstock Zugang zu seinen Audio-, Video- und Bildbibliotheken als Trainingsdaten für DALL-E gewähren würde. Im Gegenzug würde OpenAI den mobilen Nutzern von Shutterstock über die Giphy-Datenbank generative KI-Funktionen zur Verfügung stellen.
Shutterstock gab bekannt, dass es im Mai 2024 eine endgültige Vereinbarung zum Erwerb von Envato für 245 Millionen US-Dollar geschlossen hat, wodurch es seine Abonnentenbasis um 650.000 Envato-Abonnenten erweitert und seine Bibliothek an kreativen Assets vergrößert. Die Übernahme wurde Ende Juli 2024 offiziell abgeschlossen.
Im Januar 2025 wurde bekannt gegeben, dass das Unternehmen mit Getty Images fusionieren wird.

## Standorte und Beschäftigte
Shutterstock hat seinen Hauptsitz in New York City, zunächst in der Wall Street, ab März 2014 im Empire State Building. Im Oktober 2013 eröffnete Shutterstock eine Europazentrale in Berlin. Seit März 2014 hat Shutterstock Büros in Amsterdam, Chicago, Denver, London, Montréal, Paris und San Francisco.
Shutterstock beschäftigte 2007 30 Personen. 2016 waren es mehr als 700.

## Kritik
Kritik wurde 2020 von vielen Fotografen an den neuen Vergütungsregeln für Urheber geübt: Die neuen Vergütungsregeln der Plattform würden die ohnehin geringen Einkünfte der Fotografen, die pro verkauftem Foto zwischen 0,25 und 2,85 $ erhalten, nochmals verringern und so die wirtschaftliche Existenz der Fotografen gefährden.